# Arthur von Salisch
Rudolf Arthur Otto von Salisch (* 12. Dezember 1829 in Jeschütz, Landkreis Trebnitz; † 16. Mai 1885 in Kratzkau bei Groß Merzdorf, Landkreis Schweidnitz, Provinz Schlesien) war ein deutscher Rittergutsbesitzer und Parlamentarier.

## Herkunft
Seine Eltern waren Rudolf Georg Gustav von Salisch (* 13. Juni 1797; † 28. Februar 1861) und dessen erste Ehefrau Charlotte August von Köckritz (* 10. Juli 1801; † 7. Dezember 1841).

## Leben

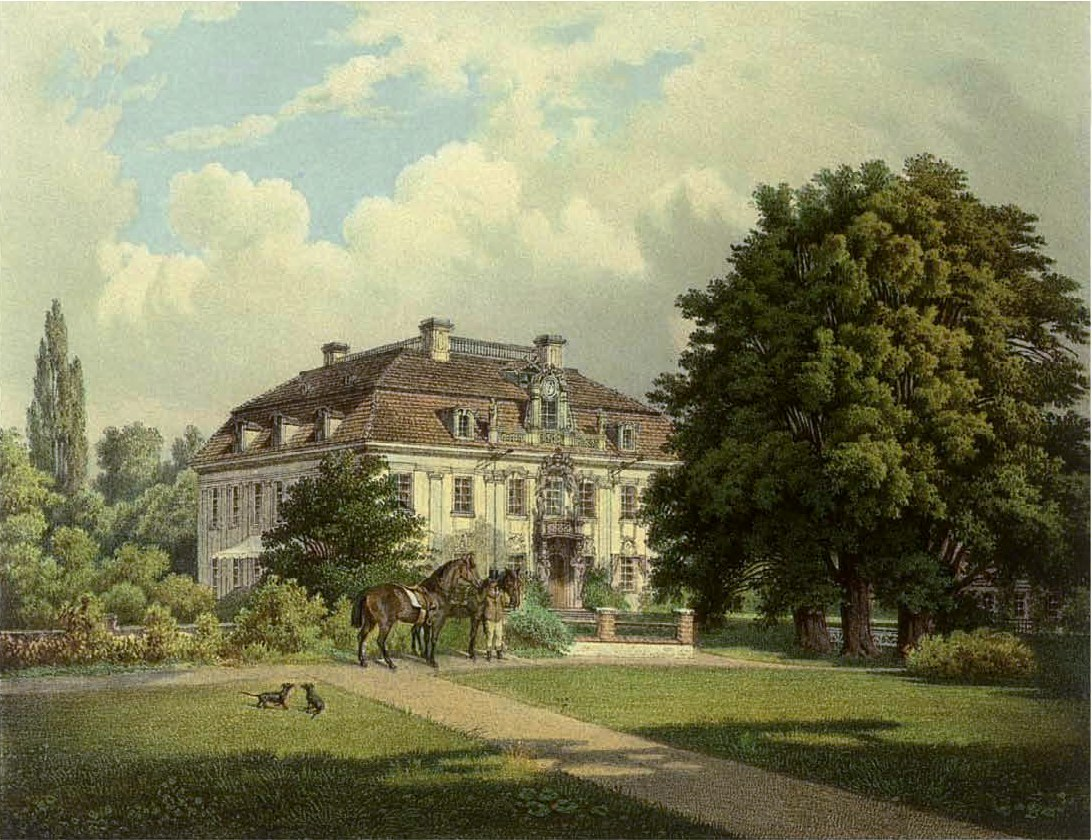
Schloss Kratzkau 1869

Arthur von Salisch besuchte das Gymnasium in Breslau. Nach dem Abiturs 1847 studierte er an der Ruprecht-Karls-Universität Heidelberg. 1849 wurde er Mitglied des Corps Saxo-Borussia Heidelberg. Nach dem Studium und dem Dienst in der Preußischen Armee, wo er den Dienstgrad Leutnant erreichte, absolvierte er den Vorbereitungsdienst und legte das Regierungsassessor-Examen ab. Anschließend wurde er Besitzer der Rittergüter Jeschütz im Landkreis Trebnitz, Postel, Ober- und Nieder-Kehle im Landkreis Militsch, Gohlitsch und Kratzkau, im Landkreis Schweidnitz, sowie Kadlau, Penkendorf und Bischdorf. Er war Kreisdeputierter in Kratzkau bei Ingramsdorf.
Salisch saß von 1866 bis 1867 als Abgeordneter des Wahlkreises Breslau 6 im Preußischen Abgeordnetenhaus. Er gehörte der Fraktion der Konservativen Partei an.

## Familie
Er heiratete am 27. Juni 1867 Elisabeth Marie von Schlegel (* 12. Juni 1846; † 24. Februar 1920) eine Tochter des Generalmajors Wolf Bruno von Schlegel. Das Paar hatte mehrere Kinder:
- Karl Rudolf Bruno (1868–1868)
- Charlotte Marie Elisabeth Johanne (* 20. März 1869)
- Mathilde Agathe Viktoria (* 2. Februar 1871)
- Herbert Rudolf Bruno Helmuth (1874–1875)
- Gotthilf (* 2. Juli 1876; † 26. August 1962) ⚭ Dorothea von Neumann-Cosel